# Emilie Béatrice Epaye
Emilie Béatrice Epaye là chính trị gia và nhà giáo dục người Trung Phi. Bà đã từng là Bộ trưởng Chính phủ và phục vụ trong Quốc hội. Epaye giúp thúc đẩy phát triển kinh tế và các quyền tự do xã hội dân sự, bảo vệ sự tôn trọng quyền con người và thúc đẩy hòa giải dân tộc. Năm 2015, cô đã giành giải thưởng Phụ nữ can đảm quốc tế của Bộ Ngoại giao Hoa Kỳ.

## Tiểu sử
Emilie Béatrice Epaye sinh năm 1956 và được đào tạo để trở thành giáo viên. Cô đã điều hành một doanh nghiệp vận tải gia đình.

### Sự nghiệp chính trị
Năm 2003, Tướng François Bozizé đã lãnh đạo một cuộc đảo chính chống lại cựu lãnh đạo Patassé của Cộng hòa Trung Phi và tiếp quản chính phủ. Ông thành lập một hội đồng chuyển tiếp trên diện rộng bao gồm hầu hết các đảng đối lập, và soạn thảo hiến pháp năm 2004. Epaye được bổ nhiệm làm Chủ tịch Ủy ban Đối ngoại của Quốc hội và là thành viên của Hội đồng Chuyển tiếp Quốc gia từ năm 2003 đến 2005. Năm 2005, cô bắt đầu làm Bộ trưởng Thương mại, Công nghiệp và Doanh nghiệp nhỏ và vừa và giữ vị trí này trong năm năm. Năm 2008, cô trở thành Bộ trưởng Bộ Thương mại và Công nghiệp và giữ chức vụ đó cho đến năm 2011 
Vào năm 2013, một liên minh gồm các nhóm vũ trang tự gọi mình là Séléka (Liên minh theo ngôn ngữ Sango) đã lật đổ chính phủ của Bozizé. Michel Djotodia tuyên bố mình là tổng thống và khiến đất nước rơi vào khủng hoảng. Sự lãnh đạo Hồi giáo của Djotodia tại quốc gia Kitô giáo phần lớn dẫn đến sự hình thành dân quân, bạo lực giáo phái, và cuối cùng là một thỏa thuận của Djotodia từ chức. Hội đồng Bảo an Liên Hợp Quốc, Liên minh Châu Phi và chính phủ Pháp đã gửi quân đội để hỗ trợ ổn định khu vực  và một Hội đồng Chuyển tiếp mới đã được chỉ định. Epaye một lần nữa phục vụ trong chính phủ và Catherine Samba-Panza được bầu lãnh đạo đất nước trong quá trình chuyển đổi. Cuộc bầu cử dân chủ tiếp theo sẽ được tổ chức vào cuối năm 2015.